# Club de femmes (film, 1936)
Cet article concerne le film de Jacques Deval. Pour le film de Ralph Habib, voir Club de femmes (film, 1956).
Pour plus de détails, voir Fiche technique et Distribution.
Club de femmes est un film français réalisé par Jacques Deval, sorti en 1936.

## Synopsis
Les amours des pensionnaires d'une résidence pour jeunes filles. Le "Club des femmes" est un foyer pour jeunes filles seules, une de ces respectables institutions auxquelles les demoiselles bien éduquées (et surtout pas très sûres d'elles) confient leur vertu par crainte de la perdre trop rapidement. Dans ces lieux soumis à un va-et-vient incessant, toutes sortes de destins anonymes se croisent avant de diverger à jamais. De cette routine émergent parfois des noms, des visages, des événements plus ou moins dramatiques. En témoignent les expériences malheureuses de Greta, Alice ou bien Hélène, mais aussi l'aventure sentimentale vécue un beau jour par Claire, la plus belles de toutes.

## Fiche technique
- Réalisation : Jacques Deval
- Scénario : Jacques Deval
- Dialogues : François Campaux
- Production : Les Films Jacques Deval
- Musique : Maurice-François Gaillard
- Photographie : Jules Kruger
- Pays d'origine :  France
- Format : Son mono  - Noir et blanc - 35 mm  - 1,37:1
- Genre : Comédie dramatique
- Durée : 106 minutes
- Date de sortie :
  - France : 20 juin 1936 (Paris)
  - États-Unis : 26 août 1937
- Classification :
  - France : tous publics[1]
- Affiche : Roger Rojac (France)

## Distribution
- Danielle Darrieux : Claire Rivier
- Betty Stockfeld : Greta Krunner
- Raymond Galle : Robert
- Ève Francis : Mme Fargeton
- Valentine Tessier : Doctoresse Gabrielle Aubry
- Josette Day : Juliette Hermin
- Junie Astor : Hélène
- Kissa Kouprine : Lucile
- Marion Delbo : Françoise
- Martine Mouneyres : Jacqueline
- Else Argal : Alice
- Carol Royce : Georgette
- Madeleine Gérôme
- Julienne Paroli
- Elisa Ruis
- Gabrielle Calvi
- Marie-Claire Pissarro
- Colette Proust
- Betty Xau

## Autour du film
L’adresse de la résidence de jeunes filles est fictive : «Cité Femina , 145 rue Vaneau, Paris VI ». La rue Vaneau n’a que 86 numéros et se trouve Paris 7e.